# Чемпіонат світу з трекових велоперегонів 1927
Чемпіонат світу з трекових велоперегонів 1927 проходив з 17  по 24 липня 1927 року в Німеччині. Змагання проводилися у спринті та гонці за лідером серед професіоналів та у спринті серед аматорів. Гонку за лідером провели в Ельберфельді, тепер частина міста Вупперталь, а решту дисциплін - в Кельні.

## Медалісти

### Чоловіки
Професіонали
| Дисципліна       | Золото        | Срібло         | Бронза          |
| Спринт           | Люсьен Мішар  | Ернст Кауфманн | Люсьен Фоше     |
| Гонка за лідером | Віктор Лінарт | Пауль Кревер   | Вальтер Савалль |

Аматори
| Дисципліна | Золото        | Срібло            | Бронза        |
| Спринт     | Матіас Енґель | Віллі Фалк Гансен | Петер Штеффес |

## Загальний медальний залік
| Місце  | Країна                | Золото | Срібло | Бронза | Загалом |
| ------ | --------------------- | ------ | ------ | ------ | ------- |
| 1      | Веймарська республіка | 1      | 1      | 2      | 4       |
| 2      | Франція               | 1      |        | 1      | 2       |
| 3      | Бельгія               | 1      |        |        | 1       |
| 4      | Данія                 |        | 1      |        | 1       |
| 4      | Швейцарія             |        | 1      |        | 1       |
| Всього | Всього                | 3      | 3      | 3      | 9       |